# Lasianobia levicula
Lasianobia levicula là một loài bướm đêm trong họ Noctuidae.